# Monocryphaea
Monocryphaea là một chi rêu trong họ Cryphaeaceae.